# 芦田もえな
芦田 もえな（あしだ もえな、2月2日 - ）は、日本の女性声優。東京都出身。青二プロダクション所属。

## 人物
音域はG#2(lowG#) - B4(hiB) - D6(hihiD)。
資格・免許はレタリング検定3級。
趣味はドラム、ピアノ、歌のハモリ、ゲーム。特技はクラシックバレエ、グラフィックデザイン、動画の編集。

## 出演

### テレビアニメ
2021年
- アオとキイ（トンス、オーインク、子ガラス、うさぎの子、ネズミの子 他）

2022年
- デジモンゴーストゲーム（2022年 - 2023年、観客、女、花嫁、女子生徒、アナウンス）

2023年
- 逃走中 グレートミッション（2023年 - 2025年、レポーター、市民、吸血美女、少年、ハゲワシ 他）
- ONE PIECE（2023年 - 2025年、村の少年、町人、女の子、子ども、少女）
- 婚約破棄された令嬢を拾った俺が、イケナイことを教え込む（兎魔物）

2024年
- 花野井くんと恋の病（子供）
- トリリオンゲーム（面接者）
- 名探偵コナン（女性）

2025年
- アサティール2 未来の昔ばなし（友人）

### 劇場アニメ
- 劇場版すとぷり はじまりの物語〜Strawberry School Festival!!!〜（2024年、客C）

### Webアニメ
- おしえて!日本の小学校（2021年、先生）
- 人権啓発動画「ハンセン病問題を知る〜元患者と家族の思い〜」（2021年、同級生A）
- はじめまして!今日からともだち（2021年、先生）

### ゲーム
2021年
- 真・三國無双8 Empires（活発な女性〈少女〉）

2022年
- ウマ娘 プリティーダービー エアシャカールストーリー（ウマ娘B、新人トレーナーA〈女性〉、先生A〈女性〉）
- 終遠のヴィルシュ -ErroR:salvation-

2023年
- ドラゴンボールZ カカロット
- FUSHO-浮生-（尤思弦、李清照、鈴蘭）

### ボイスオーバー
- アイ・アム・冒険少年
- 岩井&花澤まんが未知
- エンドロールで見っけ!このNIHONJINって誰?
- おふくろフリーズドライ
- キョコロヒー
- スッキリ!
- 世界一受けたい授業
- 世界の何だコレ!?ミステリー
- 世界ハプニング珍動画
- ニュースウオッチ9
- BS世界のドキュメンタリー「ロヒンギャの民はいま バングラデシュ・孤島の難民キャンプ」
- ヒロイン誕生!朝ドラな女たち
- ラヴィット!

### ナレーション
- イミテーション ドラマダイジェスト（PRナレーション）
- お願い!ランキングpresentsそだてれび 叱られナイト
- 蛙亭のワールドワラジャーナル
- 筋トレ アカデミアII
- 関ジャニ∞の あとはご自由に（天の声）
- 江東区公式チャンネル 部活動通信
- 乃木坂4.6時間TV
- みいみ『きつねに化かされたはなし』
- YouTube ひかりTVショッピング公式YouTube さらば森田の買い付け部屋

### その他コンテンツ
- ウチの夏フェス2023（フレッシュ夏フェス隊）
- タップノベル『ハチ公の憂鬱』（女の子､お母さん）
- フジシンCHANGE 変身動画グランプリ（MC〈顔出し〉）